# Steyr Scout
Steyr Scout (з англ. «Розвідник») — австрійська снайперська гвинтівка виробництва фірми Steyr Mannlicher. Спочатку призначалася для полювання. Одна з ключових особливостей — оптичний приціл, винесений далеко вперед і розташований низько над стволом.
Для стрільби з Scout застосовуються гвинтівкові патрони калібру 7,62×51mm NATO. Технічно являє собою 10-зарядну гвинтівку на запатентованій Штайровській схемі поздовжньо-ковзного поворотного затвора SBS.
Варіант Scout Tactical відрізняється воронованим затвором зі збільшеною рукояткою і традиційним розташуванням оптичного прицілу.
Гвинтівка придбала популярність після того, як її модель була інтегрована в популярну комп'ютерну гру Counter-Strike.